# Prospero Sanidad
Prospero Sanidad (Narvacan, 17 januari 1897 - 1969) was een Filipijns politicus . 

## Biografie
Prospero Sanidad werd geboren op 17 januari 1897 in Narvacan in de Filipijns provincie Ilocos Sur. Hij was een zoon van Cipriano Sanidad en Cayetano Casia. Hij studeerde rechten aan de University of the Philippines en aan universiteiten in de Verenigde Staten. Na het voltooien van een bachelor-opleiding rechten slaagde hij in 1928 tevens voor het toelatingsexamen van de Filipijnse balie.
Bij de verkiezingen van 1941 werd Sanidad gekozen in de Senaat van de Filipijnen. Nadat in 1935 de Filipijnse Grondwet was aangenomen werden het Filipijns Huis van Afgevaardigden en de Senaat opgeheven en vervangen door de eenkamerig Nationale Assemblee van de Filipijnen. Hierdoor eindigde de termijn van Sanidad al in 1935. Bij de verkiezingen van 1938 namens hetzelfde kiesdistrict gekozen in dit Assemblee. Na de grondwetswijzigingen van 1941 en de heroprichting van de Senaat en het Huis van Afgevaardigden werd hij in 1941 gekozen voor een nieuwe termijn in het Huis. Dit 2e Congres van de Filipijnse Gemenebest zou echter pas na de Japanse bezetting, in 1945 in zitting gaan. Bij de verkiezingen van 1946 won hij na een verkiezingsprotest een termijn in de Senaat van de Filipijnen. Hij verving daarbij Jose Romero die in eerste instantie tot winnaar was uitgeroepen.
Sanidad was getrouwd met Rosario Centeno en kreeg met haar drie kinderen

### Boeken
- Miguel R. Cornejo (1939) Cornejo's Commonwealth directory of the Philippines, Encyclopedic ed., Manilla
- Remigio Agpalo, Bernadita Churchill, Peronilla Bn. Daroy en Samuel Tan (1997), The Philippine Senate, Dick Baldovino Enterprises

### Websites
- Online Roster of Philippine Legislators, website Filipijns Huis van Afgevaardigden (geraadpleegd op 28 juli 2015)
- List of Previous Senators, website Senaat van de Filipijnen (geraadpleegd op 28 juli 2015)